# Людовик X Сварливий
Людовик X Сварливий (фр. Louis X le Hutin або le Querelleur; 4 жовтня 1289 — 5 червня 1316) — король Франції у 1314—1316 роках та король Наварри у 1305—1316 (Людовик I). Син Філіпа IV Красивого, Людовик успадкував від своєї матері, Жанни I Наваррської, Шампань та Наварру. Під час його короткого правління французькі кріпаки отримали волю, а євреям було дозволено повернутися до Франції.

## Родина
1 Дружина — Маргарита Бургундська (1290—1315)
Діти:
- Жанна (1312—1349) — королева Наварри

2 Дружина — Клеменція Угорська (1293—1328)
Діти:
- Іоанн (1316)